# ديوغو رودريغوس
ديوغو رودريغوس (بالبرتغالية: Diogo Rodrigues‏) هو مستكشف برتغالي، ولد في 1500 في البرتغال، وتوفي في 21 أبريل 1577 في غوا في الهند.